# Amstel Gold Race 2023
De wielerwedstrijd Amstel Gold Race werd in 2023 verreden op zondag 16 april. De wedstrijd voor de mannen, de 57e editie, maakte deel uit van de UCI World Tour van dit seizoen. Bij de vrouwen was het de negende editie. Deze was onderdeel van de UCI Women's World Tour van dit seizoen. De start vond plaats op het Vrijthof in Maastricht en de finish lag in Berg en Terblijt in de gemeente Valkenburg aan de Geul.
Tijdens de rit van de mannen reed de wagen van koersdirecteur Leo van Vliet in de laatste 10 kilometer honderden meters lang vlak voor de uiteindelijke winnaar Tadej Pogačar. Hierover was zowel in binnen- als buitenland heel wat commotie. De uiteindelijke tweede in de eindstand Ben Healy was op dat moment genaderd tot 20 seconden van Pogačar, waar het uiteindelijke verschil 38 seconden werd.

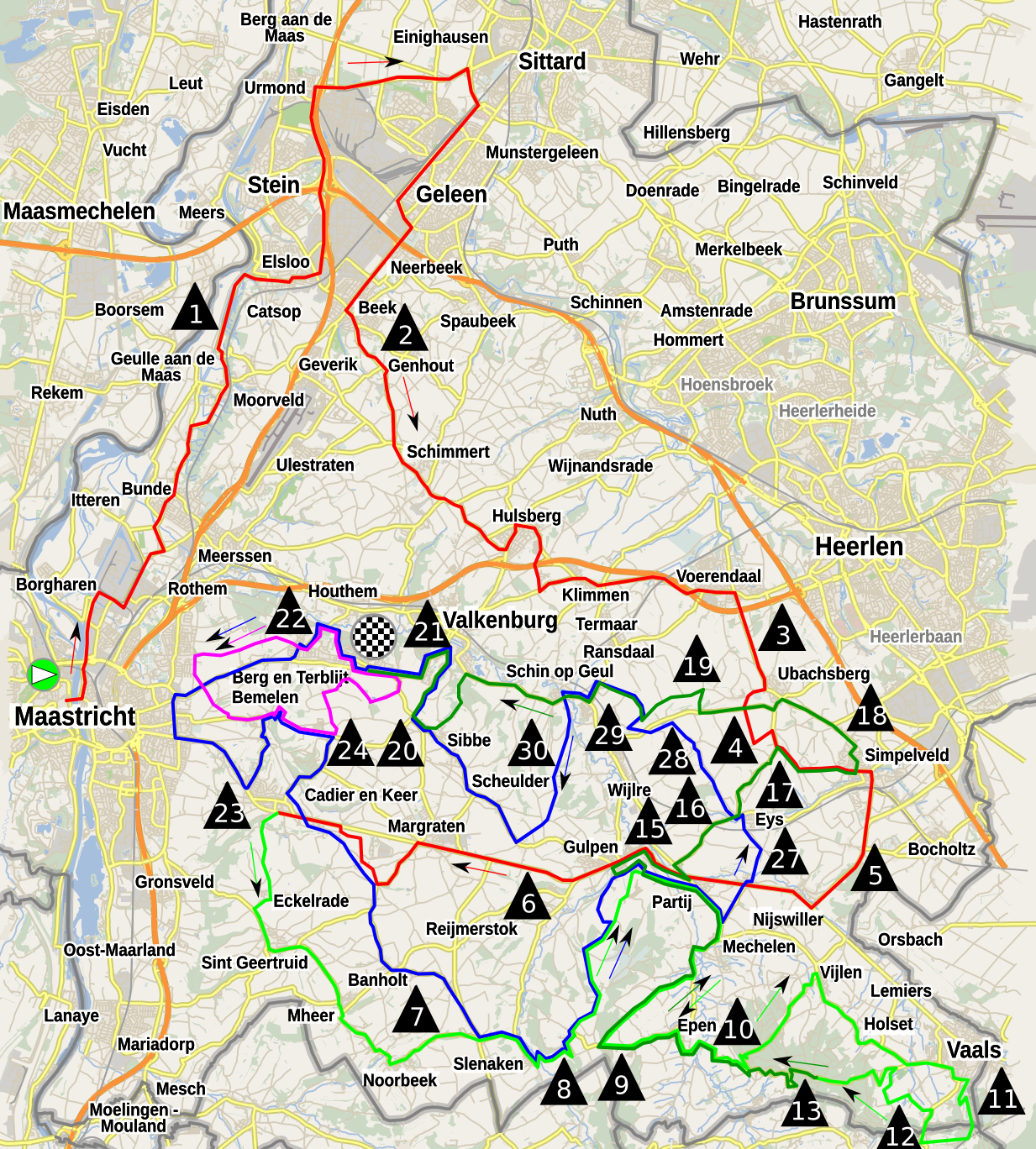
Map Amstel Gold Race 2023 Men

## Mannen

### Parkoers
Heuvels:
| 1 Maasberg 2 Adsteeg 3 Bergseweg 4 Korenweg 5 Nijswillerweg 6 Rijksweg N278 7 Wolfsberg 8 Loorberg 9 Schweibergerweg 10 Camerig 11 Drielandenpunt | 12 Gemmenich 13 Epenerbaan/ Vijlenerbos 14 Eperheide 15 Gulpenerberg (vanaf Partij) 16 Plettenberg 17 Eyserweg 18 St. Remigiusstraat/ Huls 19 Vrakelberg 20 Sibbergrubbe 21 Cauberg 22 Geulhemmerberg | 23 Keerderberg 24 Bemelerberg 25 Loorberg (2e maal) 26 Gulperberg (vanaf Gulpen) 27 Kruisberg 28 Eyserbosweg 29 Fromberg 30 Keutenberg 31 Cauberg (2e maal) 32 Geulhemmerberg (2e maal) 33 Bemelerberg (2e maal) |

### Uitslag
| Plaats  | Naam                     | Ploeg                  | Tijd     |
| ------- | ------------------------ | ---------------------- | -------- |
| Winnaar | Tadej Pogačar            | UAE Team Emirates      | 6u02'02" |
| 2       | Ben Healy                | EF Education-EasyPost  | +38"     |
| 3       | Tom Pidcock              | INEOS Grenadiers       | + 2'14"  |
| 4       | Andreas Kron             | Lotto-Dstny            | z.t.     |
| 5       | Aleksej Loetsenko        | Astana Qazaqstan       | z.t.     |
| 6       | Andrea Bagioli           | Soudal Quick-Step      | + 3'14"  |
| 7       | Maxim Van Gils           | Lotto-Dstny            | z.t.     |
| 8       | Mattias Skjelmose Jensen | Trek-Segafredo         | z.t.     |
| 9       | Alexander Kamp           | Tudor Pro Cycling Team | z.t.     |
| 10      | Axel Zingle              | Cofidis                | z.t.     |
| 11      | Valentin Madouas         | Groupama-FDJ           | z.t.     |
| 12      | Jai Hindley              | BORA-hansgrohe         | z.t.     |
| 13      | Valentin Ferron          | TotalEnergies          | z.t.     |
| 14      | Gianni Vermeersch        | Alpecin-Deceuninck     | z.t.     |
| 15      | Tiesj Benoot             | Team Jumbo-Visma       | + 3'16"  |
| 16      | Kevin Geniets            | Groupama-FDJ           | z.t.     |
| 17      | Simone Velasco           | Astana Qazaqstan       | + 3'40"  |
| 18      | Pascal Eenkhoorn         | Lotto-Dstny            | z.t.     |
| 19      | Mathieu Burgaudeau       | TotalEnergies          | z.t.     |
| 20      | Simon Clarke             | Israel-Premier Tech    | z.t.     |

## Vrouwen

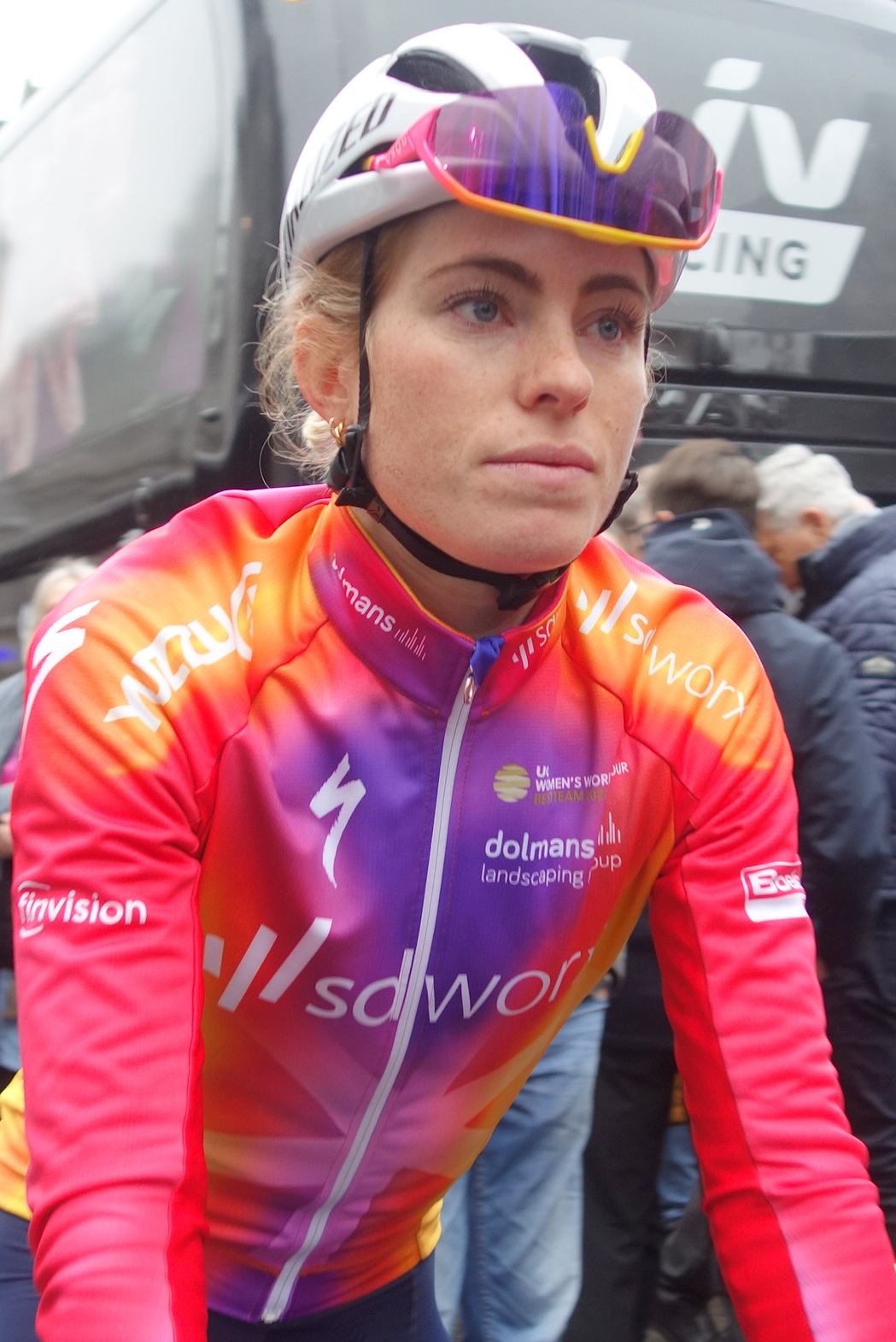
Latere winnares Demi Vollering aan de start.

### Deelnemende ploegen

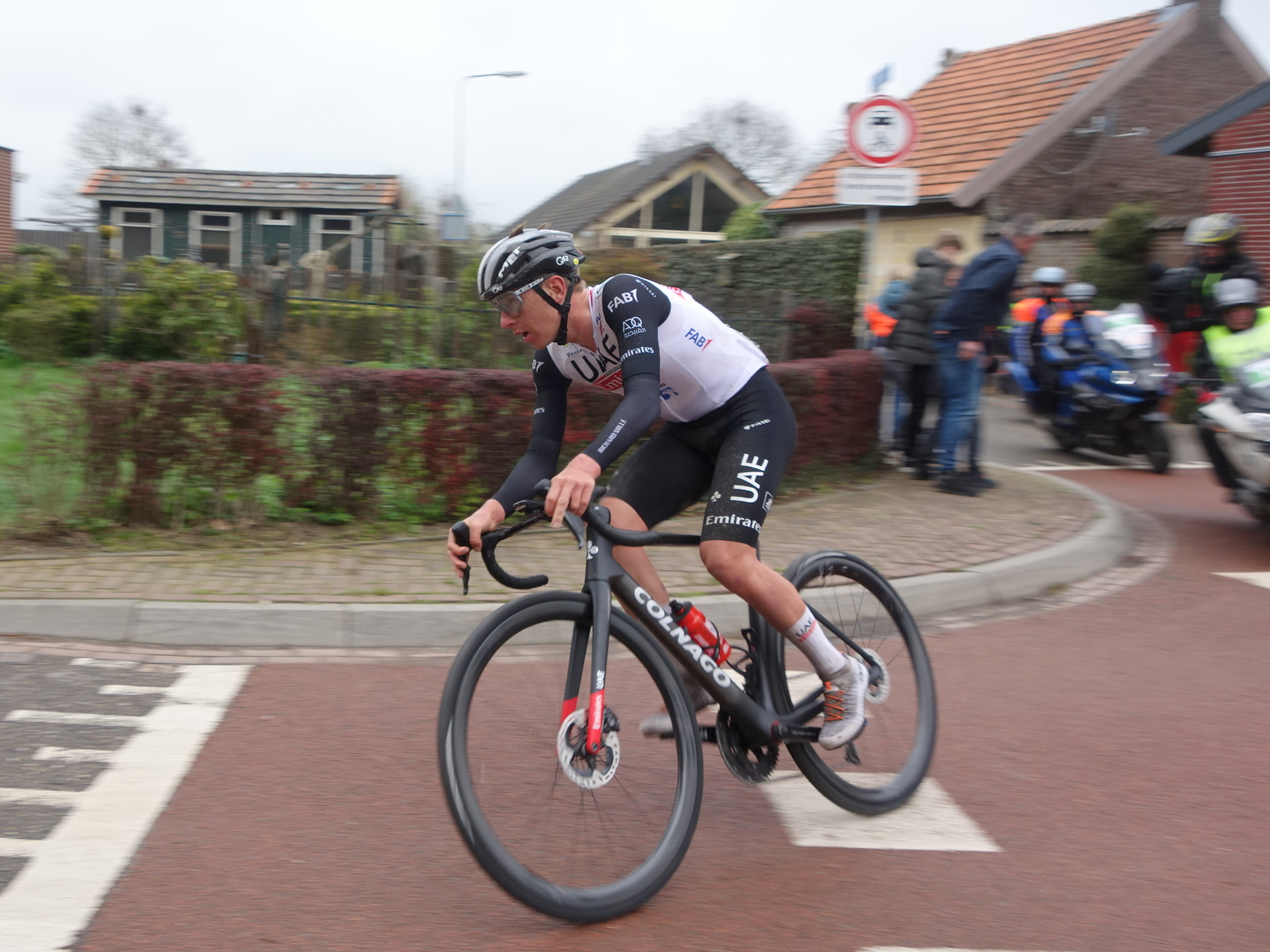
Tadej Pogačar rijdt solo van de Keutenberg naar de finaleronde.

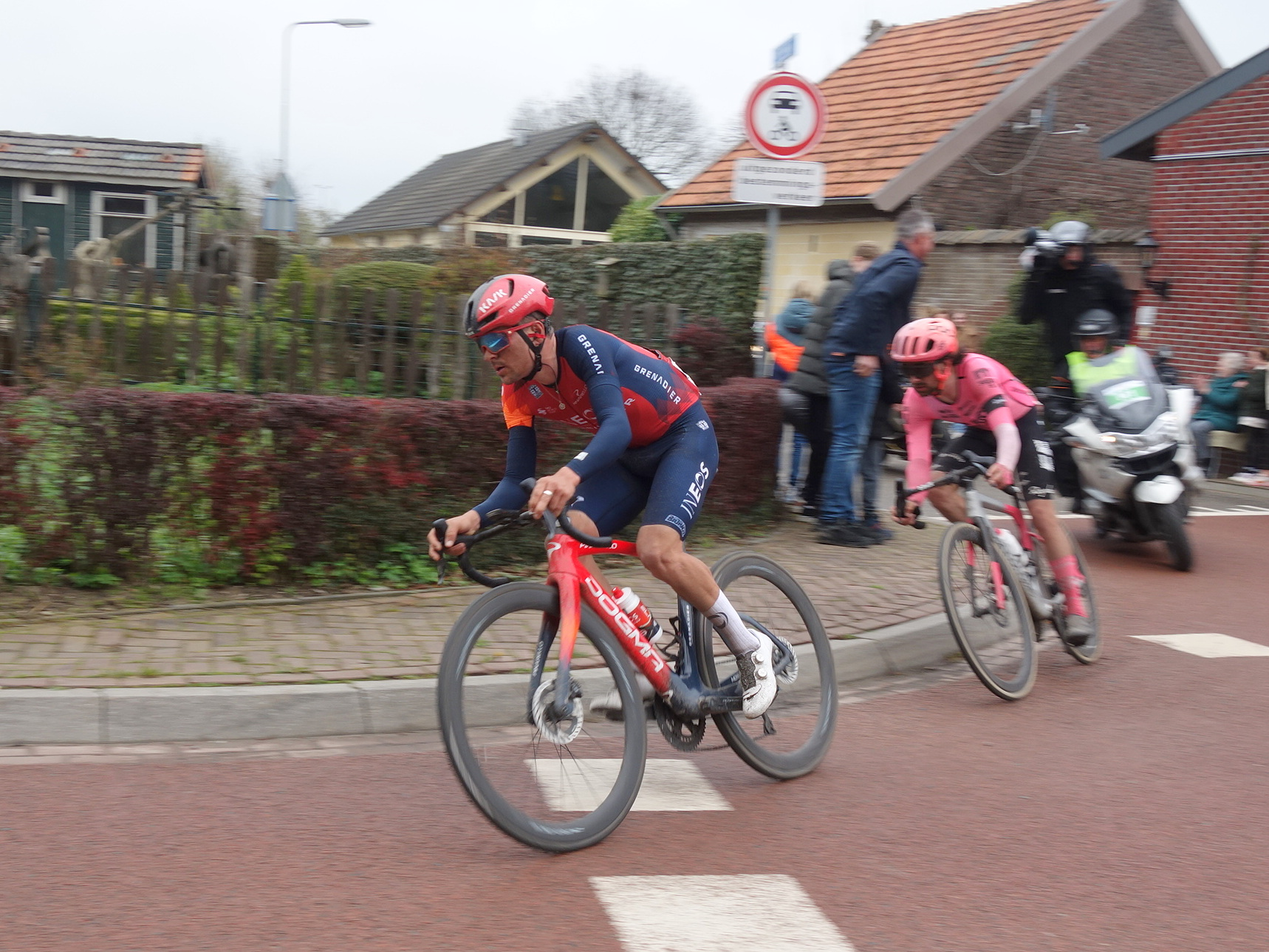
Achtervolgers Tom Pidcock en Ben Healy.

| UCI World Tour teams                                                                                              | UCI World Tour teams | UCI Continental teams | UCI Continental teams |
| --- | --- | --- | --------------------- |
| Team SD Worx Canyon//SRAM Racing Liv Racing TeqFind FDJ-Suez UAE Team ADQ Team Jayco AlUla Movistar Team Team DSM | Trek-Segafredo Team Jumbo-Visma Uno-X Israel Premier Tech Roland Human Powered Health Fenix-Deceuninck EF Education-TIBCO-SVB | Ceratizit-WNT Lotto Dstny Ladies Parkhotel Valkenburg Lifeplus Wahoo GT Krush Rebel Lease Duolar-Chevalmeire Cofidis Coop-Hitec Products AG Insurance-Soudal Quick-Step |                       |

### Uitslag
| Plaats  | Naam                   | Ploeg                          | Tijd     |
| ------- | ---------------------- | ------------------------------ | -------- |
| Winnaar | Demi Vollering         | Team SD Worx                   | 4u06'54" |
| 2       | Lotte Kopecky          | Team SD Worx                   | + 8"     |
| 3       | Shirin van Anrooij     | Trek-Segafredo                 | z.t.     |
| 4       | Katarzyna Niewiadoma   | Canyon-SRAM                    | z.t.     |
| 5       | Soraya Paladin         | Canyon-SRAM                    | z.t.     |
| 6       | Grace Brown            | FDJ-Suez                       | z.t.     |
| 7       | Pfeiffer Georgi        | Team DSM                       | z.t.     |
| 8       | Ashleigh Moolman-Pasio | AG Insurance-Soudal Quick-Step | z.t.     |
| 9       | Silvia Persico         | UAE Team ADQ                   | z.t.     |
| 10      | Cecilie Uttrup Ludwig  | FDJ-Suez                       | z.t.     |
| 11      | Annemiek van Vleuten   | Movistar Team                  | z.t.     |
| 12      | Ane Santesteban        | Team Jayco AlUla               | z.t.     |
| 13      | Elise Chabbey          | Canyon//SRAM Racing            | z.t.     |
| 14      | Riejanne Markus        | Team Jumbo-Visma               | + 10"    |
| 15      | Liane Lippert          | Movistar Team                  | z.t.     |
| 16      | Mavi García            | Liv Racing TeqFind             | + 18"    |
| 17      | Marianne Vos           | Team Jumbo-Visma               | + 28"    |
| 18      | Juliette Labous        | Team DSM                       | z.t.     |
| 19      | Kristen Faulkner       | Team Jayco AlUla               | z.t.     |
| 20      | Mijntje Geurts         | Lotto Dstny Ladies             | z.t.     |

1966 · 1967 · 1968 · 1969 · 1970 · 1971 · 1972 · 1973 · 1974 · 1975 · 1976 · 1977 · 1978 · 1979 · 1980 · 1981 · 1982 · 1983 · 1984 · 1985 · 1986 · 1987 · 1988 · 1989 · 1990 · 1991 · 1992 · 1993 · 1994 · 1995 · 1996 · 1997 · 1998 · 1999 · 2000 · 2001 · 2002 · 2003 · 2004 · 2005 · 2006 · 2007 · 2008 · 2009 · 2010 · 2011 · 2012 · 2013 · 2014 · 2015 · 2016 · 2017 · 2018 · 2019 · 2020 · 2021 · 2022 · 2023 · 2024 · 2025

Lijst van beklimmingen
Tour Down Under ·
Great Ocean Road Race ·
Ronde van de Verenigde Arabische Emiraten ·
Omloop Het Nieuwsblad ·
Strade Bianche ·
Parijs-Nice · 
Tirreno-Adriatico · 
Milaan-San Remo ·
Ronde van Catalonië ·
Classic Brugge-De Panne ·
E3 Saxo Bank Classic ·
Gent-Wevelgem ·
Dwars door Vlaanderen ·
Ronde van Vlaanderen ·
Ronde van het Baskenland ·
Parijs-Roubaix ·
Amstel Gold Race ·
Waalse Pijl ·
Luik-Bastenaken-Luik ·
Ronde van Romandië ·
Eschborn-Frankfurt ·
Ronde van Italië ·
Critérium du Dauphiné ·
Ronde van Zwitserland ·
Ronde van Frankrijk ·
Clásica San Sebastián ·
Ronde van Polen ·
BEMER Cyclassics ·
Renewi Tour ·
Ronde van Spanje ·
Bretagne Classic ·
GP van Quebec ·
GP van Montréal ·
Ronde van Lombardije ·
Ronde van Guangxi
Tour Down Under ·
Cadel Evans Great Ocean Road Race ·
Ronde van de Verenigde Arabische Emiraten ·
Omloop Het Nieuwsblad ·
Strade Bianche ·
Ronde van Drenthe ·
Trofeo Alfredo Binda-Comune di Cittiglio ·
Brugge-De Panne ·
Gent-Wevelgem ·
Ronde van Vlaanderen ·
Parijs-Roubaix ·
Amstel Gold Race ·
Waalse Pijl ·
Luik-Bastenaken-Luik ·
La Vuelta España Femenina ·
Itzulia Women ·
Ronde van Burgos ·
RideLondon Classic ·
Ronde van Zwitserland ·
Giro Donne ·
Tour de France Femmes ·
Ronde van Scandinavië ·
GP de Plouay-Bretagne ·
Simac Ladies Tour ·
Ronde van Romandië ·
Ronde van Chongming ·
Ronde van Guangxi
Afgelaste wedstrijden: The Women's Tour ·
Postnord Vårgårda WestSweden